# Дудяк Віктор Богданович
Віктор Богданович Дудяк — український учитель, майстер паперопластики й 3D моделювання. Син Богдана та Ярослави Дудяків.

## Життєпис
Відвідував гурток програмування в Чортківській станції юних техніків, закінчив Гусятинський коледж ТДТУ, Тернопільський коледж ТДТУ та Тернопільський національний технічний університет імені Івана Пулюя. Працював на меблевому виробництві у селі Росохачі Чортківського району, учителем в Чортківській станції юних техніків, нині — учитель комп'ютерних наук та інформатики в Чортківському вищому професійному училищі.

## Доробок
Автор більше 100 виробів з паперу, серед них макети:
- чортківських торгових центрів[3],
- лемківської церкви в селі Пастуше Чортківського району (перебуває в музеї лемківської культури у Монастириськах)[3],
- церкви у смт Заводське Чортківського району[3],
- Чортківського замку[3].

Разом із учнями виготовив лицарські обладунки із гофрокартону; картонний «Залізний трон» із серіалу «Гра престолів».